# Горькое (Запорожская область)
Горькое (укр. Гірке) — село,
Верхнетерсянский сельский совет,
Гуляйпольский район,
Запорожская область,
Украина.
Код КОАТУУ — 2321880502. Население по переписи 2001 года составляло 68 человек.

## Географическое положение
Село Горькое находится на одном из истоков реки Верхняя Терса,
на расстоянии в 2,5 км от села Верхняя Терса.
Рядом проходит железная дорога, станция Гуляйполе в 5-и км.